# Iso-Luotikas
Iso-Luotikas eller Iso-Luotikasjärvi är en sjö i Finland. Den ligger i kommunen Gustav Adolfs i landskapet Päijänne-Tavastland, i den södra delen av landet, 160 km norr om huvudstaden Helsingfors. Iso-Luotikas ligger 128 meter över havet. I omgivningarna runt Iso-Luotikas växer i huvudsak blandskog. Arean är 1,38 kvadratkilometer och strandlinjen är 8,91 kilometer lång. Sjön  ingår i Kymmene älvs huvudavrinningsområde. 